# Borzymy (powiat kolneński)
Borzymy – kolonia w Polsce położona w województwie podlaskim, w powiecie kolneńskim, w gminie Grabowo.
Na przełomie 1783/1784 wieś leżała w parafii Grabowo, dekanat wąsoski diecezji płockiej i była własnością Gutowskich i Niecikowskiego. W okresie międzywojennym majątki ziemskie mieli tu Eugeniusz Chmielowski (152 mórg) i Zygmunt Sokołowski (174).
W latach 1975–1998 miejscowość administracyjnie należała do województwa łomżyńskiego.